# کوه‌زایی
کوه‌زایی (به انگلیسی: Orogeny) از حرکت‌هایی است که پوسته زمین بر روی توده‌های بزرگ سنگ‌ها ایجاد می‌نماید و در مقیاس زمین‌شناسی مدت زمان آن کم و با شدت زیاد همراه است. این چنین حرکت‌ها باعث ایجاد چین، گسل و تشکیل کوهها می‌شود.
واژه کوه‌زایی (Orogenesis)، اولین بار توسط زمین‌شناس آمریکایی کارل گیلبرت در سال ۱۸۹۰ میلادی برای توصیف فرایند کوه‌سازی پیشنهاد شد. پیشوند oro در زمین‌شناسی به معنای کوهستان است. و به حرکاتی از پوسته جامد زمین گفته می‌شود که نواحی نسبتاً محدودی را شامل شده ولی در این نواحی در زمان نسبتاً کوتاهی شدیداً اثر کرده و ساختمان‌های زمین‌شناسی جدیدی نیز تولید می‌کنند،حرکات کوه‌زایی گویند.